# 내일의 태양
"내일의 태양"은 한국에서 제작된 오영근 감독의 1962년 영화이다. 이민자 등이 주연으로 출연하였고 정화세 등이 제작에 참여하였다.

## 출연

### 주연
- 이민자
- 김석훈
- 손미희자

## 기타
- 원작자: 박화성
- 조명: 이병준
- 미술: 홍성칠